# Калиновка (Приморски район)
Вижте пояснителната страница за други значения на Калиновка.
Калиновка (на украински: Калинівка, на руски: Калиновка) е село в Украйна, разположено в Приморски район, Запорожка област. През 2001 година населението му е 81 души.